# Nikolaus Meyer zum Pfeil

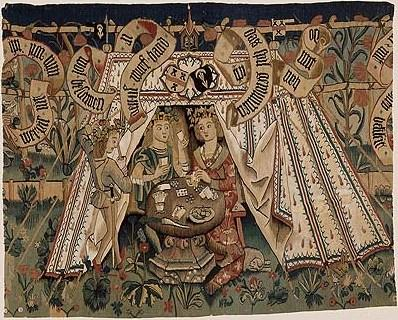
Minneszene Nikolaus Meyer zum Pfeil und Barbara zum Lufft, oben mit Allianzwappen zum Lufft-Meyer zum Pfeil (Wandteppich, Basel um 1471/1490)

Junker Nikolaus Meyer zum Pfeil (* 1451 (es wird auch „1435/1445“ angegeben) in Basel; † 1500 in Basel) war ein früher deutschsprachiger Humanist und Schriftsteller. Er war Schultheiß in Mülhausen und Großrat und Ratsschreiber in Basel.

## Leben

### Herkunft
Nikolaus Meyer zum Pfeil war der Dritte dieses Namens eines alten, nach dem Pfeil im Familienwappen zubenannten Basler Geschlechts, das im 15. und 16. Jahrhundert den Junkertitel führte. Seine Eltern waren Hans Ludwig Meyer zum Pfeil (* 1431; † 1452) und Katharina von Mutzwiler.

### Wirken
Der Humanist Nikolaus Meyer zum Pfeil schrieb mehrere volkssprachliche Handschriften: 1471 eine illustrierte „Melusine“, 1472 eine Übersetzung des „Belial“ (1382) von Jacobus de Theramo, des Erzbischofs von Taranto, und ein unvollendetes Plenar. 1495 schrieb er sein eigenes Privatgebetbuch, das er mit fünf ganzseitigen Miniaturen und zahlreichen Verzierungen ausstatten ließ. 1474 ist er als Schultheiß in Mülhausen (im Süden des Elsass) bezeugt, seit 1480 war er Ratsschreiber in Basel. Nikolaus Meyer zum Pfeil war Buchbesitzer mehrerer Inkunabeln. Zum Beispiel besaß er Steinhöwels „Griseldis“, seinen „Apollonius“ und die erste Translatze des Niklas von Wyle.

### Familie
Verheiratet war Junker Nikolaus Meyer zum Pfeil seit 1471 mit Barbara, Tochter des Basler Ratsherrn Ulrich zum Lufft zu Weinleuten und der Magdalena Eberler.
Eine Basler Wollwirkerei, ein Wandbehang, entstanden um 1471/1490 im Auftrag Nikolaus Meyer zum Pfeils und seiner Frau Barbara zum Lufft, besteht aus drei Fragmenten: In der Hauptszene zeigt der Wandbehang zunächst die sommerliche Muse höfisch gekleideter Leute in einer reichen Gartenlandschaft. Ein Hauszelt bietet Schatten. An seiner Stirnseite und auf den beiden Fähnchen sind die Wappen der Basler Geschlechter zum Lufft (drei schwarze Sättel und roter Querbalken auf silbernem Grund) und Meyer zum Pfeil (ein gestürzter silberner Pfeil, oben begleitet von einem gestürzten silbernen Mond, auf schwarzem Grund) angebracht. Im Raum sitzt auf einer Stabellenbank ein vornehmes Paar am Steintisch beim Kartenspiel. Ein Page gießt in einen Becher. Ein Staufbecher steht neben Fruchtschale und Rettich auf dem Tisch. Das verschlungene Spruchband des jungen Mannes enthält den Satz: den. us. wurf. hand. ihr. wohl. besunnen, und das Spruchband der Dame bestätigt: Do. mit. han. ich. das. spil. gewunnen. Das mittlere Teil hat die Maße (Höhe) 103 × (Länge) 131 cm. Die beiden äußeren Fragmente sind kleiner, wobei das linke das mit einer Höhe von 95 und Länge von 51 cm das kleinste des Ensembles ist. Das rechte misst 98 × 78 cm. Der darin abgebildete Jüngling verkündet mit seinem Spruchband: zart. frou. in. iuweren. dienst. bin. ich. all. zit. bereit. Der Wandteppich befindet sich im Historischen Museum Basel.
Nikolaus Meyer zum Pfeils Kinder mit Barbara zum Lufft waren:

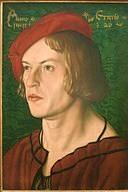
Jakob Meyer zum Pfeil, der jüngste Sohn

- Ludwig Meyer zum Pfeil († 1508), Großrat zu Basel, unverheiratet[4]
- Adelberg Meyer zum Pfeil (* 1474 in Basel; † 8. Juni 1548 in Basel), Tuchhändler, Ratsherr und Mitglied der Basler „Herrenzünfte“ (Kaufleutezünfte) zu Safran und zum Schlüssel sowie der Handwerkerzunft zu Webern, 1521 – erstmals unter Missachtung formeller bischöflicher Ernennungsrechte – vom Basler Rat zum Bürgermeister gewählt;[1] heiratete in erster Ehe 1503[4] Katharina Hütschi (* 1470; † 1508),[4] Tochter des Melchior Hütschi, Zunftmeister zum Schlüssel in Basel,[1] in zweiter Ehe 1509[4] Margaretha Trutmann, Tochter des Hans Trutmann, Ratsherr zum Schlüssel und Oberstzunftmeister in Basel und der Clara Brunlin,[1] in dritter Ehe 1533[4] Katharina Bischoff (* 1515; † 1541),[4] Tochter des Andres Bischof, Basler Ratsherrn zu Hausgenossen und der Barbara Bär[1]
- Helena Meyer zum Pfeil († 1515/1519), verheiratet mit dem Ratsherrn und Zunftmeister Hans Gallicion[4]
- Bernhard Meyer zum Pfeil (* 1488; † 1558), Wechsler,[4] Ratsherr zum Schlüssel und 1548–58 Bürgermeister in Basel;[1] heiratete in erster Ehe 1512 Helena Bär († 1515), in zweiter Ehe 1515 Maria Wölflin[4]
- Jakob Meyer zum Pfeil († vor 1515), heiratete Anna von Lütersdorf; die Ehe blieb kinderlos[4]